# Кампанія U-Boot (Перша світова війна)
Кампанія німецьких підводних човнів у Першій світовій війні — військово-морська кампанія Першої світової війни, в ході якої німецькі підводні човни активно діяли на морських торговельних шляхах союзників. Основні дії відбувалися переважно в морях навколо Британських островів і в Середземному морі. Німецька імперія покладалася на імпорт продуктів харчування та власне виробництво продуктів харчування (особливо добрив), а Велика Британія значною мірою покладалася на імпорт, левова доля якої надходила морем, щоб забезпечити своє населення продовольством, і обидві держави потребували сировини для забезпечення своєї військової промисловості; тому противники вживали активних заходів щодо блокування одна одну. Британці володіли Королівським флотом, який чисельно переважав кайзерівські ВМС і міг діяти на більшості світових океанів завдяки колоніям Британській імперії. Водночас надводний флот Імперського німецького флоту був в основному обмежений Німецькою бухтою, і тому використовував торгові рейдери та практику необмеженої підводної війни на морських комунікаціях світового океану, намагаючись підірвати спроможності Британської імперії вести війну.
Лише в ході протистояння в Атлантиці німецькі підводні човни потопили майже 5000 суден з майже 13 мільйонами БРТ, втративши в боях 178 човнів і близько 5000 осіб. На інших морських театрах війни, на Далекому Сході, в Південно-Східній Азії, в Індійському океані, Середземному та Північному морях, німецькі підводні човни також діяли, але не в таких масштабах.

## 1914

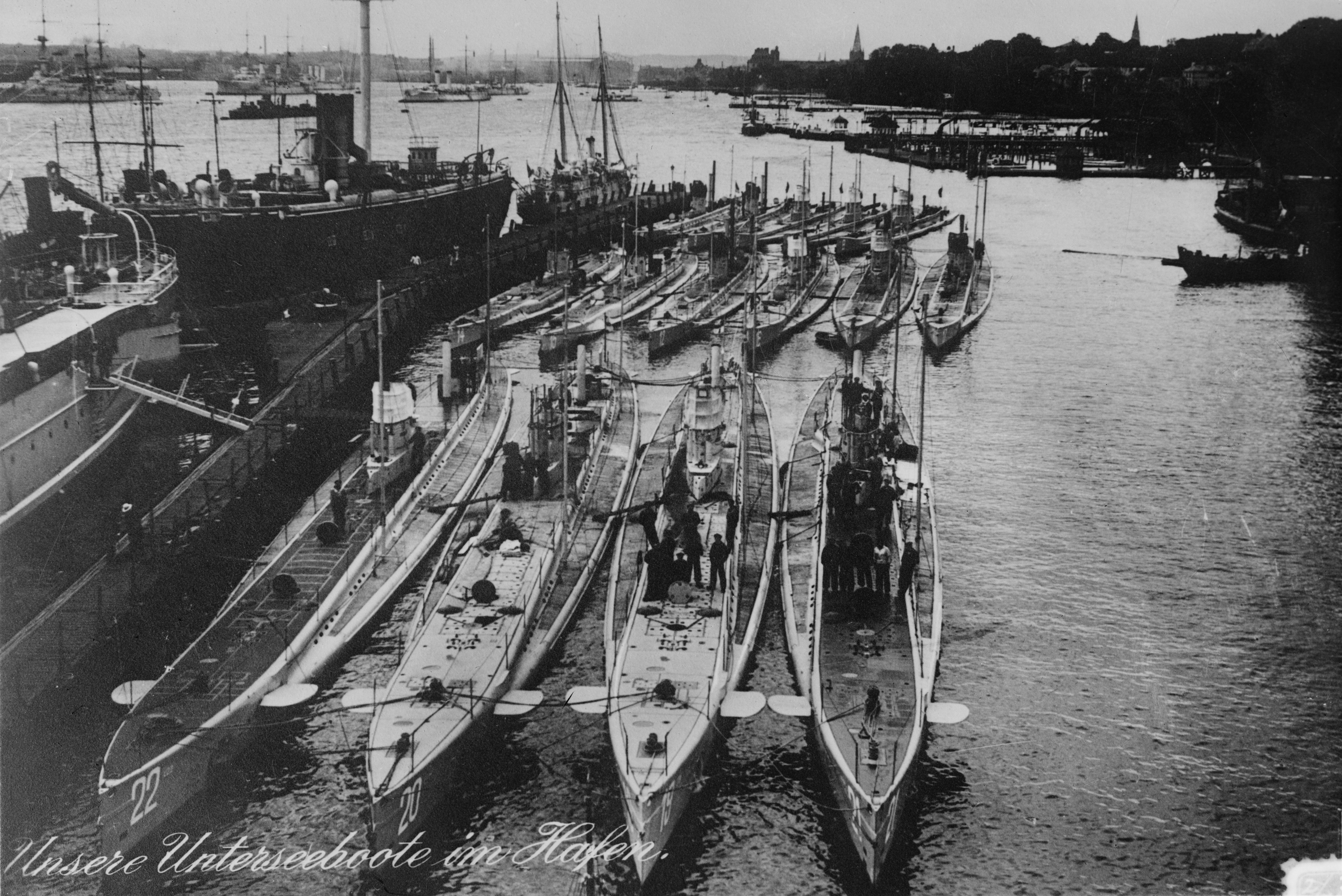
Німецькі підводні човни в гавані Кіля. 17 лютого 1914

### Атлантичний океан
У серпні 1914 року німецька флотилія з десяти підводних човнів відпливла зі своєї бази в Гельголанді, щоб атакувати британські військові кораблі в Північному морі в ході першого в історії бойового патрулювання підводних човнів. Головною метою німців визначалося затоплення головних кораблів Великого флоту і таким чином зменшити чисельну перевагу Королівського флоту над німецьким Флотом відкритого моря. Перший бойовий похід німецьких субмарин не увінчався успіхом. Один з двигунів U-9 зламався, і човну довелося повернутися в Гельголанд. Була здійснена лише одна атака, коли U-15 випустив торпеду (яка промахнулася) по британському пре-дредноуту «Монарх». В ході бойового виходу два з десяти підводних човнів були втрачені.
Пізніше німці все ж таки досягли успіху, коли U-21 потопив британський крейсер-розвідник «Патфайндер». У вересні U-9 капітан-лейтенанта Отто Веддігена одним ударом потопив три броненосних крейсери («Абукір», «Хоуг» і «Крессі»). Згодом німецькі підводники здобули ще більше успіхів. У жовтні U-9 затопив крейсер «Гоук», а U-27 — підводний човен E3, вперше в історії застосування підводного флоту один підводний човен потопив інший. В останній день 1914 року U-24 потопив британський пре-дредноут «Формідабл». Таким чином, до кінця першої кампанії в морі, німецькі підводні човни потопили дев'ять військових кораблів противника, втративши при цьому п'ять своїх власних.
20 жовтня 1914 року німецьким човном U–17 поблизу норвезьких берегів було потоплено британське торгове судно Glitra. Пароплав став першою жертвою торговельного судноплавства, що загинуло під час війни.

### Середземне море
На першому етапі кампанії підводних човнів у Середземному морі дії носили обмежений характер і полягали в основному у діях підводників австро-угорського флоту проти французів, чиї флот блокував протоку Отранто. На початку війни ВМС Австро-Угорщини мали сім підводних човнів; п'ять оперативних, два навчальних; усі вони були прибережного типу, з обмеженою дальністю та витривалістю ходу, за великим рахунком придатні лише для експлуатації в акваторії Адріатичного моря. Однак під час війни на озброєння надійшли нові більші підводні човни, а також Німеччина відвантажила кілька по суші. Австро-угорські підводні човни здобули ряд успіхів. 21 грудня 1914 року U-12 торпедував французький лінкор «Жан Барт», змусивши його відійти на Мальту для серйозного ремонту, а 27 квітня 1915 року U-5 потопив французький крейсер «Леон Гамбетта» з великими жертвами.

## 1915

### Необмежена підводна війна
До початку 1915 року всі сторони світового конфлікту втратили ілюзії, що війну можна швидко виграти, і почали розглядати більш жорстку стратегію дій, щоб здобути перевагу.
Британці, маючи переважаючу морську силу, встановили морську блокаду Німеччини відразу після початку війни в серпні 1914 року, а на початку листопада 1914 року оголосили її зоною воєнних дій, і будь-які судна, що заходили у Північне море, робили це на свій власний ризик. Блокада була надзвичайно суворою, оскільки навіть продукти харчування вважалися «військовою контрабандою».
Німеччина не могла змагатися на рівних із силами британського флоту, і єдиним можливим способом німецького кайзерівського флоту протистояти викликам з боку Британської імперії став підводний човен.

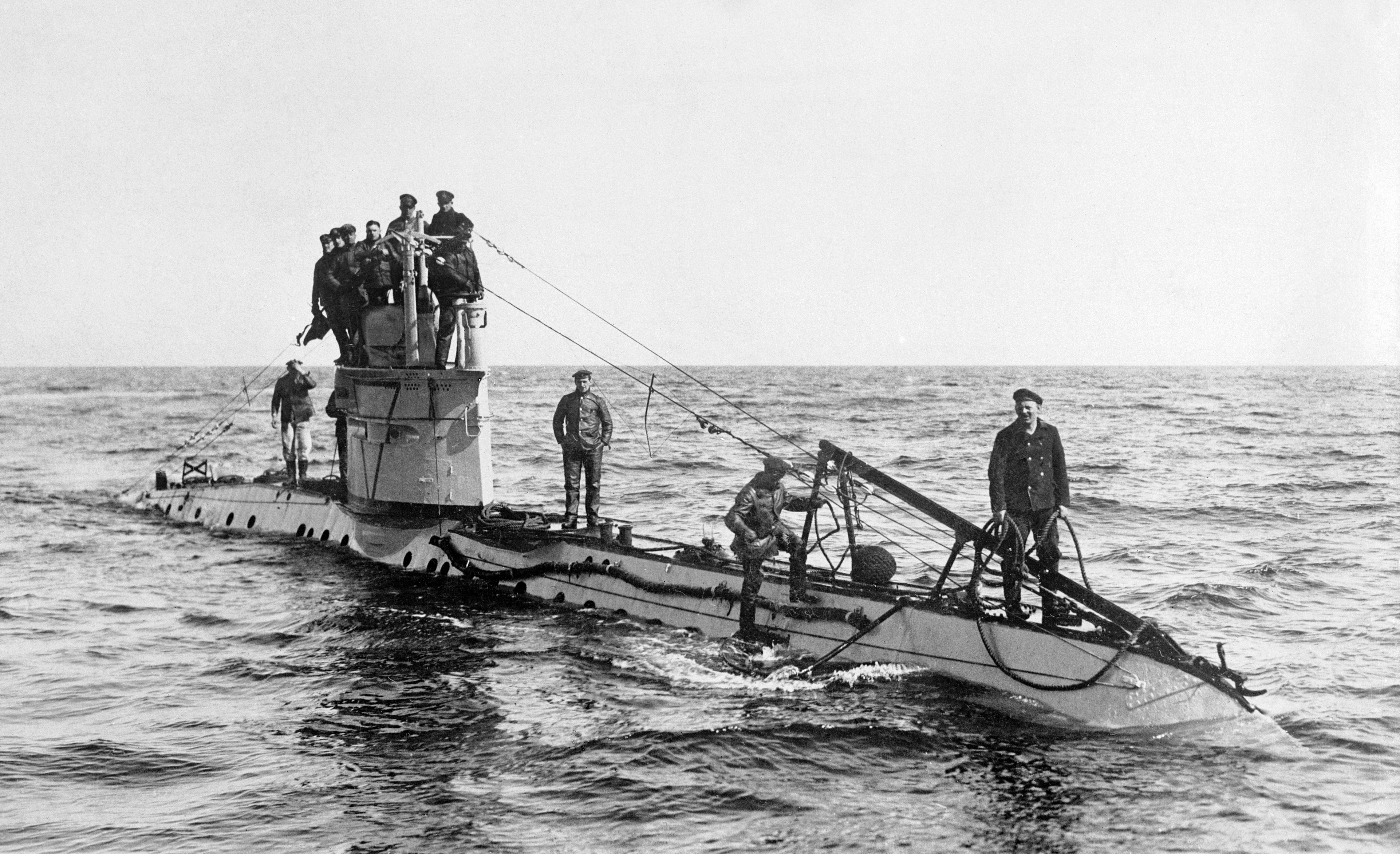
Німецький підводний човен UC-1

У відповідь на британську заяву в листопаді 1914 року про те, що все Північне море тепер є зоною воєнних дій, 4 лютого 1915 року адмірал Гуго фон Поль, командувач німецьким Флотом відкритого моря, опублікував попередження в Deutscher Reichsanzeiger (Імперська німецька газета):
1. Води навколо Великої Британії та Ірландії, включаючи весь Ла-Манш, оголошуються Зоною воєнних дій. З 18 лютого кожне вороже торгове судно, зустрінуте в цій зоні, буде знищено, і не завжди буде можливо відвернути небезпеку, яка таким чином загрожувала екіпажу та пасажирам.
2. Нейтральні судна також піддаються ризику в зоні бойових дій, тому що з огляду на небезпеку морської війни та дозвіл Великої Британії на зловживання нейтральними прапорами від 31 січня, не завжди можливо запобігти нападам на ворожі кораблі від заподіяння шкоди нейтральним кораблям.
3. Судноплавство на північ від Шетландських островів, у східних частинах Північного моря та через зону шириною щонайменше тридцять морських миль уздовж голландського узбережжя не піддається небезпеці.

З часом це призвело до вступу у війну неєвропейських держав (зокрема, Бразилії та США).
Німецькі підводні сили тепер переважно базувалися в Остенде в Бельгії, що давало підводним човнам кращий доступ до морських шляхів навколо Англії. Німці скористалися перевагами такого розташування і розпочали свою морську блокаду, відправивши до ворожих берегів близько 20 підводних човнів. У січні, до оголошення «необмеженої підводної війни», як називалася блокада підводних човнів, підводними човнами було потоплено суден сумарною водотоннажністю 43 550 тонн. Кількість затоплених суден неухильно зростала, у серпні досягши показника у 168 200 тонн. Атакуючи без попередження, німецькі підводні човни щомісяця топили майже 100 000 GRT, у середньому 1,9 судна щодня.
7 травня 1915 року британський океанський лайнер «Лузітанія» був торпедований U-20 за 13 миль (21 км) від Олд Хед Кінсейл, Ірландія, і затонув лише за 18 хвилин. З 1959 осіб на борту 1198 людей загинули; 128 з них були громадянами США.

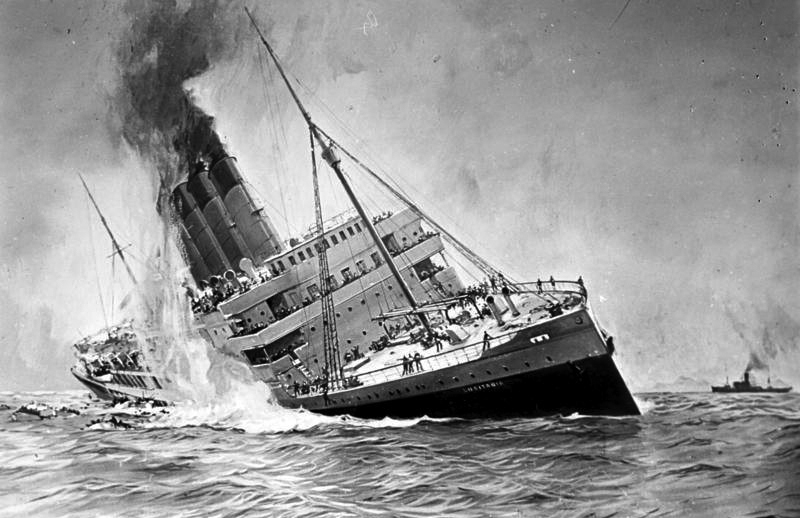
Затоплення «Лузітанії». 7 травня 1915

Після інциденту німецький уряд спробував виправдати його низкою аргументів; тим не менш, у Британії та Америці спалахнуло масове обурення, і британці наполягали на тому, що американці повинні оголосити війну Німеччині. Проте президент США Вудро Вільсон відмовився різко реагувати на інцидент, хоча деякі вважали, що масова загибель людей, спричинена затопленням «Лузітанії», вимагала жорсткої відповіді з боку США.
Коли Німеччина розпочала свою підводну кампанію проти Британії, Вільсон попередив, що США притягнуть німецький уряд до суворої відповідальності за будь-які порушення прав американців.
Весною 1915 року у відповідь на висадку англо-французького десанту в Дарданеллах німецький флот відправив свої перші підводні човни до Середземного моря, після того, як стало очевидно, що їхні австро-угорські союзники не дуже спроможні протидіяти своїм невеликим підводним флотом, який, тим не менш, успішно захищав Адріатику. Перші надіслані підводні човни, U-21 і два невеликих прибережних човни, UB-7 і UB-8, досягли першого успіху. 25 і 27 травня U-21 на шляху до Константинополя потопив пре-дредноути Королівського флоту «Трайамф» і «Маджестік», відповідно. Але, в подальшому, діючи в інтересах османського флоту, німці наштовхнулися на серйозні обмеження в Дарданеллах, де зграї невеликих суден і великі протичовнові сітки та бони обмежували їхні маневри.
До кінця червня 1915 року німці зібрали в Полі ще три підводні човни типу UB I, дві з яких мали бути передані австро-угорському флоту. Вони також зібрали три підводні човни типу UC I-мінні загороджувачі, які переобладнали у транспортні для перевезення невеликої кількості критично важливих матеріалів та оснащення до Туреччини.
В міру затягування збройного конфлікту Середземне море все більше ставало привабливішим театром воєнних дій для німецького військово-морського командування. Значна частка британського імпорту проходила саме через нього, це також було критично важливо для французької та італійської торгівлі, і підводні човни могли б ефективно діяти в ньому навіть восени та взимку, коли погана погода перешкоджала операціям в Атлантиці та Північному морі. Крім того, існували певні геостратегічні комунікаційні вузли, через які проходило судноплавство, як-то Суецький канал, Мальта, Крит і Гібралтар. До того ж, Середземне море мало ще одну перевагу — тут курсувало значно менше суден нейтральних держав (таких як США чи Бразилія).
Протягом усього літа німецький флот зосередили сили з 4 підводних човнів у Каттаро для проведення операцій проти торговельного судноплавства в Середземному морі. Кампанія почалася в жовтні 1915 року, коли U-33 і U-39, а пізніше U-35, отримали наказ атакувати транспортні шляхи на підступах до Салонік і Кавали. Того місяця було потоплено 18 суден загальною водотоннажністю 63 848 тонн. Того ж місяця було прийнято рішення про подальше підкріплення, і великий підводний човен U-38 відплив до Каттаро. Оскільки Німеччина ще не перебувала у стані війни з Італією, хоча Австро-Угорщина була, німецьким підводним човнам було наказано утримуватися від нападу на італійські судна у східному Середземномор'ї. Під час операцій на заході, аж до лінії мису Матапан, німецькі підводні човни плавали під австрійським прапором, і була прийнята стратегія атак без попередження, оскільки великі торговельні судна могли бути атаковані за підозрою, що вони є транспортними або допоміжними крейсерами.
Німецьке адміралтейство також вирішило, що підводний човен типу UB II буде ідеальним для служби в Середземному морі. Оскільки вони були надто великими, щоб відправляти їх частинами залізницею до Полі, як тип UB I, натомість були надіслані матеріали для їх виготовлення та німецькі робітники, які збирали їх. Це означало брак робітників для збирання підводних човнів і їх обслуговування у рідних стінах, але це компенсувалося виправданими успіхами в Середземному морі в листопаді, коли було потоплено 44 судна, сумарною водотоннажністю 155 882 тонни. Загальна кількість у грудні впала до 17 кораблів (73 741 тонна), що все ще перевищувало половину загального тоннажу, затопленого на всіх театрах дій на той час.

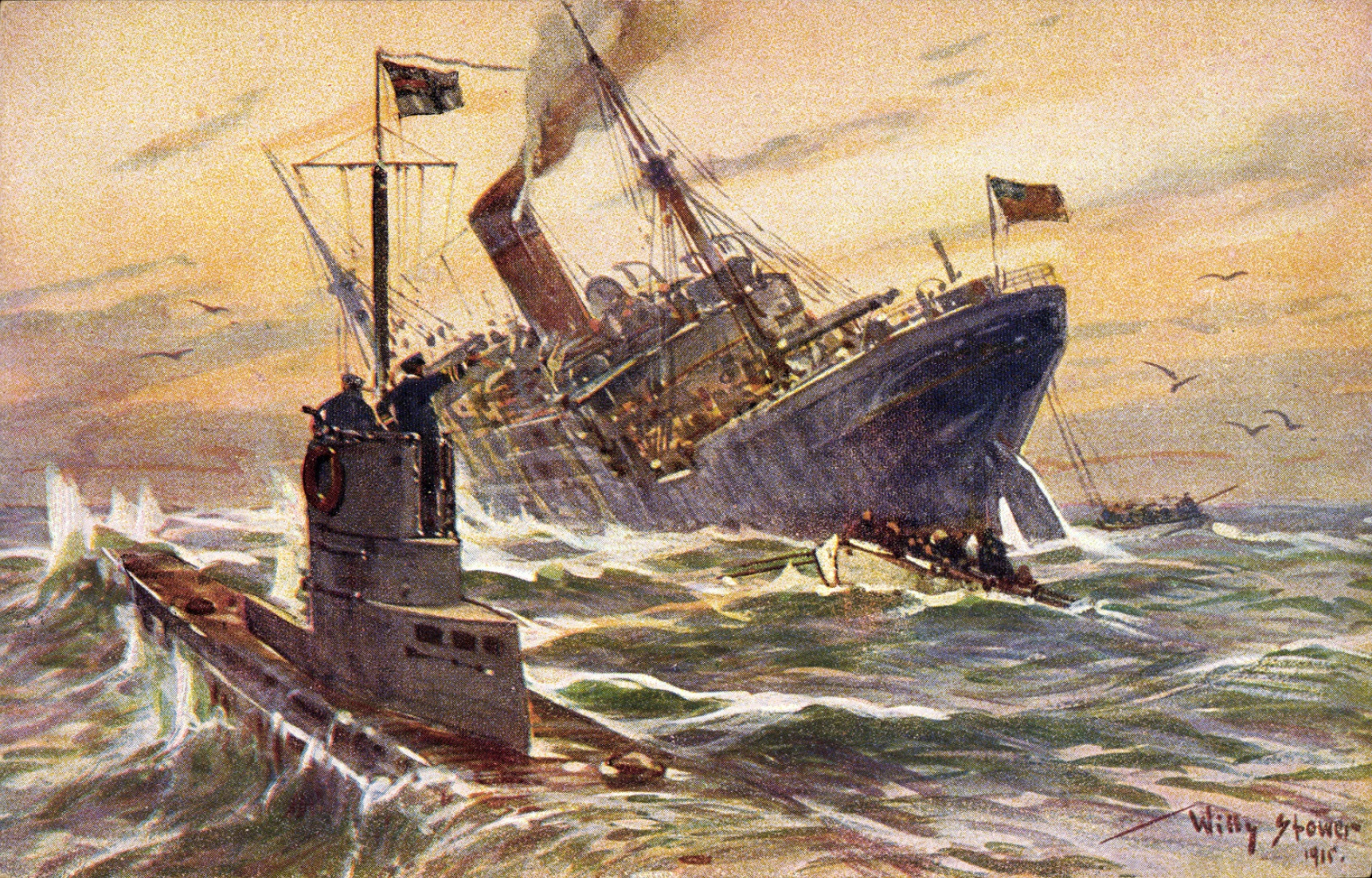
Затоплення німецьким підводним човном британського торговельного судна. 1915

У листопаді 1915 року U-38 спричинив дипломатичний інцидент, коли він, діючи під австрійським прапором, потопив італійський пароплав SS Ancona, і загибель на його борту дев'яти американських громадян призвела до призупинення політики «потоплення без попередження» у квітні 1916 року до відновлення необмеженої підводної війни в 1917 р. Подібний інцидент у березні 1916 р. став фактором, що сприяв рішенню Італії оголосити війну Німеччині в серпні 1916 р.

### Протичовнова боротьба
Контрзаходи союзників з протичовнового захисту у цей період мали неоднозначний успіх. Найефективнішими були оборонні заходи, такі як озброєння торгових суден і порада їм або тікати з місця події, або повертатися до підводного човна, щоб протаранити або змусити його зануритися. Поступово від концепції озброєння цивільних суден для мінімальної самооборони перейшли до концепції озброєння їх з метою урівняти їх шанси в артилерійській дуелі при зіткненні з підводними човнами у морі; так у 1915 року дві підводні човни були потоплені при спробі атакувати озброєні траулери. Наступним кроком стало озброїти та укомплектувати кораблі прихованою зброєю, створивши так званий корабель-пастку. Однією з ідеї було також ескорт малих суден підводними човнами. Того ж року дві підводні човни були потоплені кораблями-пастками, а ще дві — підводними човнами, що супроводжували траулери.
Наступальні заходи були менш ефективними; були вжити спроби використовувати сітки для пошуку підводних човнів і вибухівку для їх знищення, але вони були в основному невдалими. Британці також вжили заходів, намагаючись заблокувати такі жваві маршрути руху морського транспорту, як Дуврська протока, за допомогою бонових сіток і мінних полів, встановивши так звану Дуврську загороджу. Одночасно британський Королівський флот встановлював мінні поля навколо баз підводних човнів і надсилав підводні човни на патрулювання, щоб перехопити їх під час виходу або входу на базу. Ці заходи вимагали величезних витрат зусиль і матеріалів, але мали незначний успіх. Лише дві підводні човни були потоплені цими заходами в 1915 році.
На початку цього періоду британський торговельний флот мав значну кількість суден загальною тоннажністю 21 млн брутто. За шість місяців необмеженої підводної війни підводні човни потопили 3⁄4 мільйони тонн кораблів союзників, майже не спричинивши значних збитків британському торговому флоту; більш того нове будівництво та добудови із захоплених кораблів з лишком компенсували ці втрати. З іншого боку, нейтральні країни, такі як Норвегія та Нідерланди, серйозно зіпсували відношення з німцями, і США поставили на межу війни. Ця невдача та різноманітні обмеження, накладені на підводні сили кайзерівського флоту в Атлантичному океані, значною мірою призвели до призупинення тактики необмеженої підводної війни. Німецькі субмарини продовжували її застосовувати з незначними обмеженнями в Середземному морі та в інших місцях, де ймовірність уразити судна нейтралів була значно менша.
Враховуючи неефективність перших контрзаходів протичовнової боротьби, у 1917 році Британія та в 1918 році США прийняли сліпучий камуфляж, намагаючись зменшити свої втрати від торпед. Результати в обох випадках були непереконливими.

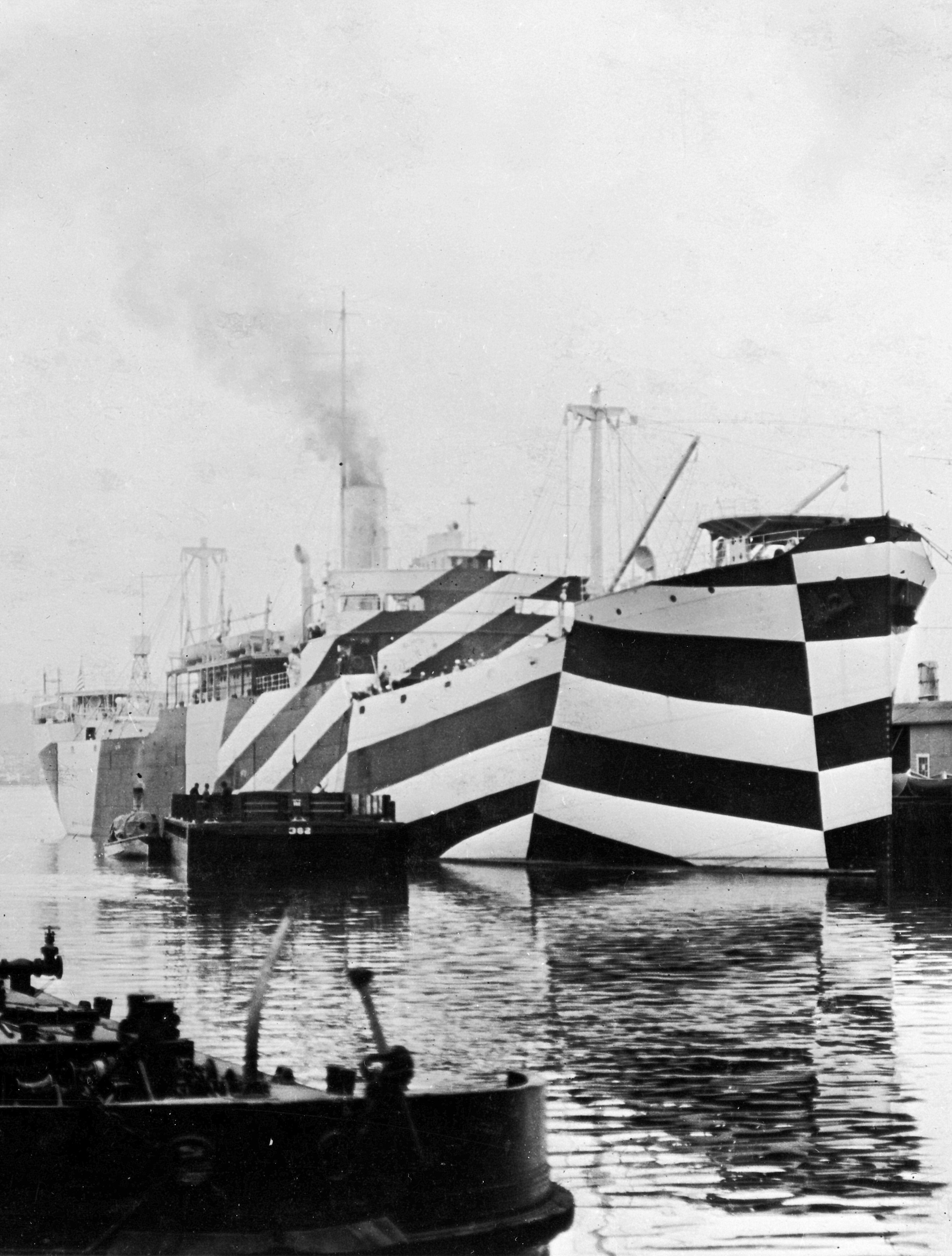
Американське суховантажне судно USS West Mahomet в засліплюючому камуфляжі

## 1916
Пропозиції з розроблення глибинної бомби вперше були обговорені в 1910 році. У 1914 року головнокомандувач британського Королівського флоту, адмірал флоту сер Джордж Каллаган, зажадав її виробництва. Роботи щодо її створення велися у школі мінно-торпедного озброєння у Портсмуті, а в січні 1916 року перша ефективна глибинна бомба, «тип D», стала доступною.
Протичовнові судна спочатку мали лише дві глибинні бомби, які викидалися з жолоба на кормовій частині корабля. Першим успіхом було затоплення 22 березня 1916 року кораблем-пасткою Farnborough U-68 біля Керрі, Ірландія. Німеччині стало відомо про глибинну бомбу після невдалих атак на U-67 15 квітня 1916 року та U-69 20 квітня. UC-19 і UB-29 були єдиними іншими підводними човнами, потопленими глибинними бомбами протягом 1916 року.

### Атлантичний океан
Починаючи з 1916 року, німецький флот знову спробував використати підводні човни, щоб послабити чисельну перевагу Великого флоту; німці влаштували низку операції, щоб заманити Великий флот у пастку підводних сил. Оскільки підводні човни були набагато повільнішими за кораблі надводного флоту, ці місії вимагали завчасного визначення ліній перехоплення субмарин кораблів противника. Кілька таких операцій було проведено в березні та квітні 1916 року, але усі завершилися безрезультатно. За іронією долі, в головній події на морському театрі війни, яка відбулася, в Ютландській битві у травні 1916 року, підводні човни не взяли жодної участі. Поблизу району битви не було патрулів підводних човнів. Наступна серія операцій у серпні та жовтні 1916 року була так само безрезультатна, і від цієї стратегії відмовилися на користь відновлення тотальної війни проти комерційного флоту.

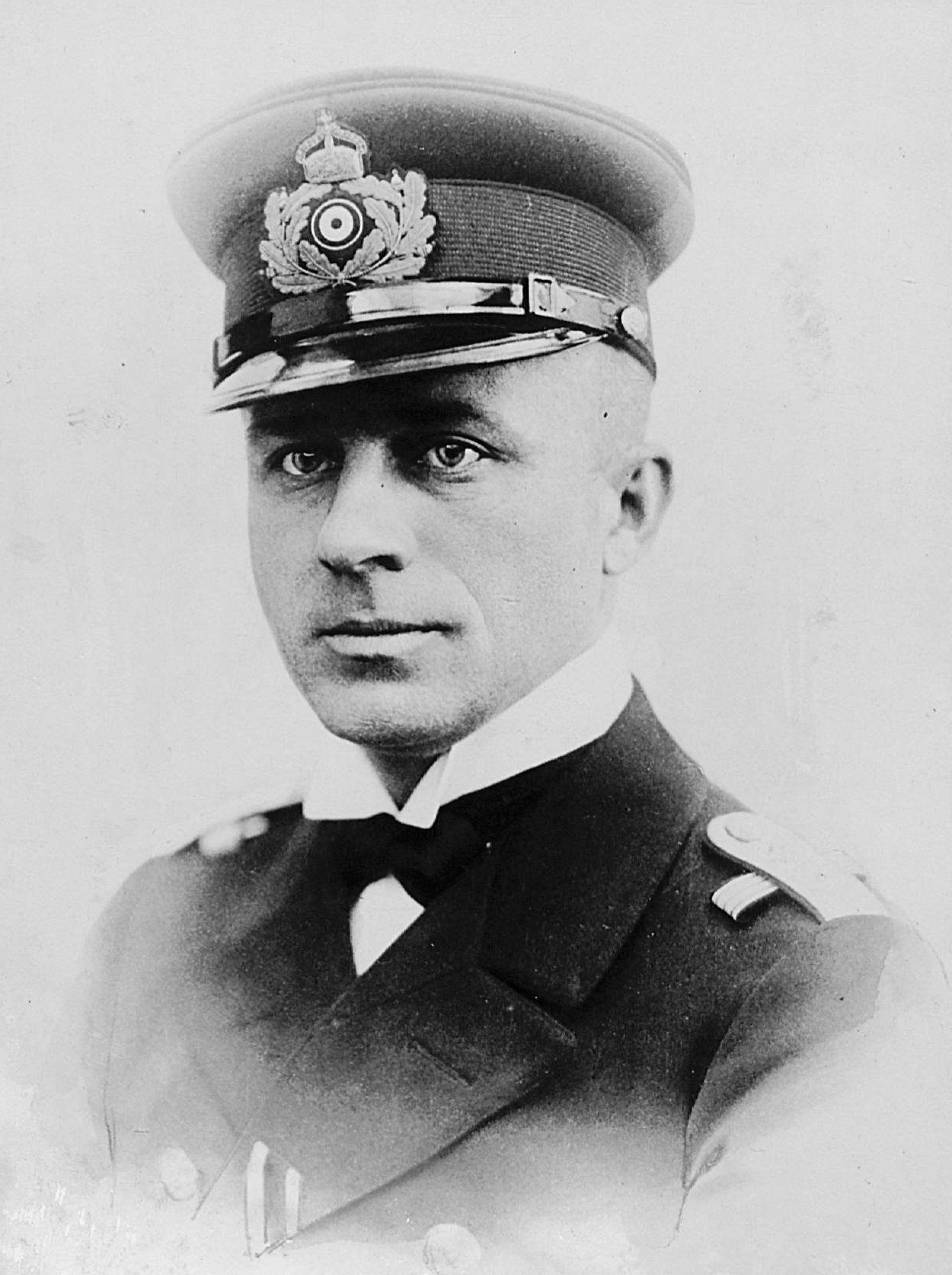
Найрезультативніший командир ПЧ усіх часів Лотар фон Арно де ла Пер'єр, який за час Першої світової війни затопив 194 кораблі й судна сумарною водотоннажністю 453 716 GRT

### Середземне море
Протягом 1916 року війна проти торговельних суден у Середземному морі не припинялася. Контрзаходи союзників були в основному неефективними. По-перше, це було пов'язано з неузгодженістю взаємодії між різними військово-морськими силами й звідсіля нескоординовані та розпорошені дії у відповідь. Водночас, головний засіб протидії, на який покладали союзники свою надію у протистоянні загрозам підводних човнів, загородження Отранто, грало мало значення.
За весь час існування цього імпровізованого заслону лише дві підводні човни в нього потрапили; тим часом торговельне судноплавство зазнавало величезних збитків. У 1916 році союзники втратили 415 суден, що становило 1 045 058 GRT, половину від усіх суден союзників, що були затоплені на всіх театрах війни.
Вісім із десятка найрезультативніших підводних човнів служили у флотилії Пола, включно з командиром, який здобув найвищу кількість перемог, Лотаром фон Арно де ла Пер'єром.

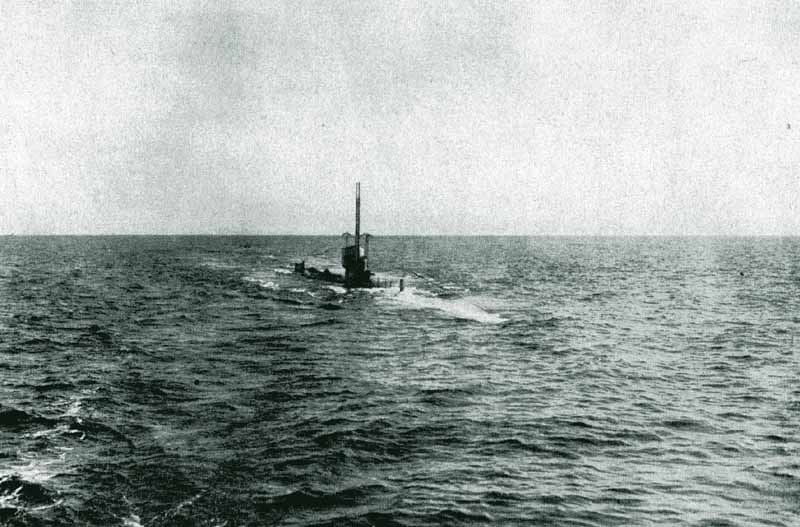
Німецький підводний човен U-35 у Середземному морі. 1915

### Американські води
У 1916 році німці завершили будівництво двох підводних торговельних човнів, які використовувалися як проривачі блокади. Мета полягала в тому, щоб використовувати їх для перевезення цінних товарів до нейтральних країн, таких як США, які все ще дотримувалися суворого нейтралітету і були готові торгувати з Німеччиною, як з будь-якою іншою нацією. Перше з цих суден, Deutschland, відпливло влітку 1916 року і справило сприятливий вплив на громадську думку США. Восени того ж року воно здійснило друге не менш успішне плавання. Однотипній вантажній субмарині, Bremen, пощастило менше; вона зникла під час свого першого рейсу, причина її зникнення невідома.
Менш сприятливе враження справив похід U-53 під командуванням капітан-лейтенанта Ганса Роуза. Після дозаправки в Ньюпорті, штат Род-Айленд, Роуз здійснив рейд на кораблі союзників біля узбережжя Канади та США. Незважаючи на те, що це відбувалося в міжнародних водах, і Роуз скрупульозно дотримувався міжнародного права, ця дія була розцінена як образа США, особливо коли американські військові кораблі були змушені стояти осторонь, а торгові кораблі поблизу були потоплені.

### Арктичні води
Восени 1916 року підводні човни Флоту відкритого моря атакували судна, що прямували до Росії. П'ять підводних човнів діяли в Баренцевому морі між мисом Нордкап і Кольською затокою. Також два підводні мінні загороджувачі типу UE1 встановили мінні поля в Білому морі. В результаті дії цих човнів було затоплено 34 судна (19 з них норвезькі), перш ніж зимовий лід закрив зону для подальшого проведення операцій.
Одним із суден, затонулих біля норвезького узбережжя, було румунське торговельне судно Bistrița, затоплене U-43 11 листопада. Перш ніж потопити вантажне судно, капітан підводного човна дозволив його екіпажу перейти на борт своєї субмарини, а пізніше він передав екіпаж російському вітрильному кораблю, який доставив їх до Варде. Звідти їх зрештою репатріювали.

### Кампанія в Чорному морі
Ще у травні 1915 року німці розгорнули Константинопольську флотилію для ведення бойових дій в акваторії Чорного моря. У вересні 1915 року до Четверного союзу приєдналася Болгарія. А в травні 1916 року її флот почав участь у діях підводних сил, коли німецький підводний човен UB-8 був прийнятий до складу болгарського флоту як Podvodnik. За три роки роботи Константинопольська флотилія потопила суден загальною тоннажністю 117 093 брт.
У листопаді 1916 року було втрачено UB-45, а UB-46 — у грудні, обидва німецькі човни загинули на російських мінах. Крім того, повідомляється, що UB-7 був потоплений російською авіацією в жовтні.
Протягом вересня та жовтня 1916 року основним завданням підводних човнів UB-42 і UB-14 було патрулювання узбережжя Росії та Румунії від Констанци до Севастополя. 30 вересня 1916 року біля порту Сулина UB-42 випустив торпеду по румунському міноносцю «Смеул», але промахнувся. Румунський військовий корабель пішов у контратаку, пошкодивши перископ і бойову рубку підводного човна та змусивши його відступити. У листопаді німецький підводний човен UC-15 вийшов на мінування біля Сулини та не повернувся, оскільки загинув, підірвавшись на власних мінах.

## 1917
22 грудня 1916 року адмірал Геннінг фон Гольцендорф склав меморандум, який став ключовим документом для відновлення Німеччиною необмеженої підводної війни у 1917 році. Гольцендорф запропонував «зламати Британії спину», потопивши суден на 600 000 тонн на місяць, ґрунтуючись на дослідженні доктора Річарда Фасса, виданого в лютому 1916 року, який постулював, що якщо торгове судноплавство буде затоплюватися з такою швидкістю, Британія залишиться без судноплавства і буде змушена просити миру через шість місяців, задовго до того, як американці зможуть вступити у війну на боці Антанти. Навіть якщо «неорганізовані та недисципліновані» американці таки втрутилися, Гольцендорф запевнив кайзера: «Я даю слово Вашій Величності як офіцер, що жоден американець не висадиться на континенті».
9 січня 1917 року кайзер зустрівся з канцлером Бетмано-Гольвегом і військовими лідерами в Шлосс-Плесс, щоб обговорити заходи щодо вирішення дедалі похмурішої військової ситуації в Німеччині; її військова кампанія у Франції зайшла в глухий кут, і оскільки дивізії союзників чисельно переважали німецькі як 190 до 150, існувала реальна можливість успішного наступу союзників. Тим часом німецький флот був закритий у своєму порту приписки Кіль, а британська блокада спричинила дефіцит продовольства, що, у свою чергу, спричиняло смерті через недоїдання. Військовий штаб закликав кайзера відновити дії підводного флоту проти судноплавства, що прямують до Британії, а Гінденбург порадив кайзеру, що «війну необхідно якнайшвидше закінчувати будь-якими засобами». 31 січня кайзер підписав наказ про відновлення необмеженої підводної війни з 1 лютого; Теобальд Бетман-Гольвег, який виступав проти цього рішення, сказав, що «з Німеччиною покінчено».
27 січня адмірал Бітті зауважив, що «справжня дилема полягає в тому, що або ми блокадою поставимо ворога на коліна, або він зробить те ж саме з нами».
За станом на 1 лютого 1917 року німецький флот мав 105 боєготових підводних човнів: 46 у Флоті відкритого моря; 23 — у Фландрії; 23 — у Середземному морі; 10 — на Балтиці; і 3 — в Константинополі. Нове інтенсивне серійне виробництво гарантувало, що, попри втрати, щонайменше 120 підводних човнів будуть доступні до кінця 1917 року. Кампанія спочатку мала великий успіх, майже 500 000 тонн було потоплено в лютому та березні, і 860 000 тонн у квітні, коли запаси пшениці у Британії скоротилися до шести тижнів. У травні втрати перевищили 600 тис. тонн, а в червні — 700 тис. За перші три місяці кампанії Німеччина втратила лише дев'ять підводних човнів.

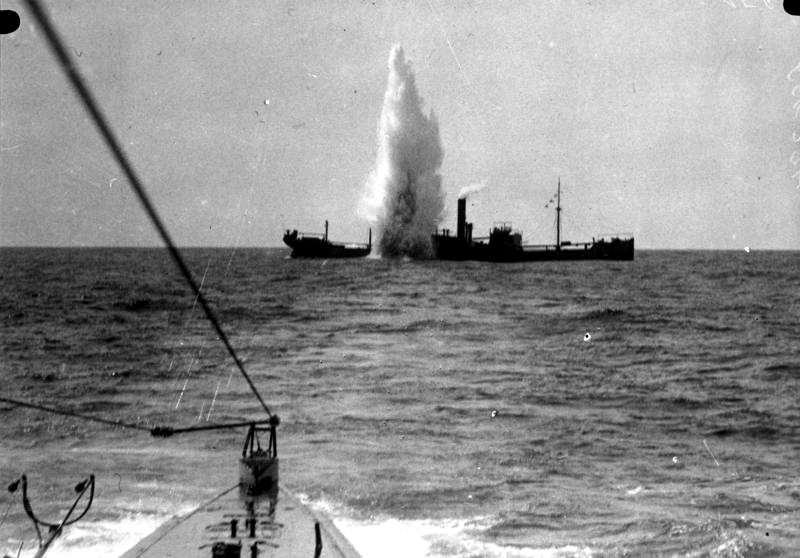
Торпедна атака німецького ПЧ U-35 пароплава SS Maplewood у Середземному морі. 7 квітня 1917

3 лютого у відповідь на нову підводну кампанію президент Вільсон розірвав усі дипломатичні відносини з Німеччиною, а 6 квітня Конгрес США оголосив війну.

### Організація конвоїв
Відновлення необмеженої підводної війни спочатку мало успіх. У січні 1917 року, напередодні розв'язаної кампанії, Велика Британія втратила 49 суден; у лютому, після початку — 105; а в березні — 147. У березні було потоплено 25 % усіх суден, що прямували до Британії.
Спочатку британське адміралтейство не змогло ефективно відреагувати на німецький наступ. Незважаючи на доведений успіх організованих військових конвоїв на початку війни, конвої через Ла-Манш між Англією та Францією та голландські, французькі і скандинавські конвої у Північному морі, британські адмірали спочатку відмовлялися розглянути масштабне застосування системи конвоїв. Організація конвоювання викликала серйозні затримки у судноплавстві та розцінювалося як контрпродуктивне, і таке, що призводить до більших втрат у водотоннажності, які перебільшували втрати, спричинені підводними човнами. Як торговельні, так і військово-морські капітани недоброзичливо ставилися до ескорту і висміювали його як пасивний захід. Лише 27 квітня Адміралтейство схвалило систему конвоїв, 10 травня перший конвой відплив із Гібралтару.
У травні та червні система трансатлантичних конвоїв була поставлена на регулярну основу, і після липня місячні втрати ніколи не перевищували 500 000 тонн, хоча вони залишалися вище 300 000 тонн до кінця 1917 року. Конвоювання увінчалося миттєвим успіхом; незалежно від того, на яких маршрутах була запроваджена ця система, це призводило до зниження втрат судноплавства, а підводні човни шукали легшу здобич. Це також призвело до зіткнень військових кораблів, що супроводжували конвої, на атакуючі підводні човни, що у свою чергу спричинило збільшення кількості знищених субмарин Імперського флоту. Втрати німецьких підводних човнів становили від 5 до 10 щомісяця, і незабаром вони зрозуміли необхідність збільшення виробництва, навіть за рахунок будівництва надводних військових кораблів. Однак через брак робочої сили та матеріалів виробництво човнів почало гальмуватися.
3 листопада 1917 року була створена Союзна рада з морського транспорту (англ. Allied Maritime Transport Council (AMTC), об'єднавши представників Британської імперії, США, Франції та Італії, щоб забезпечити «міжнародну адміністрацію» для більш ефективного управління судноплавством. Ця ініціатива перебрала на себе функції керівництва цивільними суднами, які доповнили дії військово-морських сил у відповідь на кампанію підводних човнів, і які полягали в ефективній організації як судноплавства, так і розподілу поставок, щоб користь від кожної тонни імпортованих товарів використовувалася з максимальною ефективністю.

## 1918
До кінця 1917 року річні втрати союзників склали понад 6 мільйонів GRT. Однак щомісячні втрати судноплавства впали приблизно до 300 000 GRT і ніколи не підвищувалися до рівня весни 1917 року. Зі створенням комплексної системи конвоїв втрати кораблів союзників знизилися до некритичного рівня, тоді як втрати підводних човнів тривожно зросли. У порівнянні з 48 човнами, втраченими за роки війни від початку аж до лютого 1917 року, ще 61 було втрачено до кінця того ж року.
Логічною відповіддю на конвойну систему, яка зосереджувала сили для оборони, було подібне зосередження атакуючих сил. У Першій світовій війні підводникам не вдалося реалізувати таку відповідь. Була зроблена лише одна спроба керувати групою, провести атаку «зграї» на зустрічний конвой; 6 підводних човнів відпливли в травні 1918 року групою під командуванням капітан-лейтенанта Рукера на U-103. Вони зіткнулися з кількома конвоями, що прямували додому, і зуміли потопити 3 судна, але втратили 2 із них, у тому числі U-103, який протаранило транспортне судно «Олімпік».
До 1918 року протичовнові заходи союзників продовжували ставати все більш ефективнішими.
Дедалі ефективнішу роль почали відігравати літаки, які мали спроможності швидкого патрулювання значних територій. Хоча вони мали незначний ефект під час атаки (лише один підводний човен став жертвою внаслідок повітряної атаки), присутність літаків у повітрі змушувала підводний човен пірнати, осліпнувши та знерухомівши, або виникав ризик виклику повітряним патрулем мисливських військових кораблів на місце події. Протягом 1918 року жоден конвой, що супроводжувався повітряним патрулем, не втратив корабель, і підводні човни були змушені все частіше діяти вночі або поза межами радіусу дії літаків.
У 1918 році керівництво американського флоту запровадило грандіозну схему створення загороджувальних огорож на шляхах виходу з Північного моря. Протягом літа 1918 року мінні загородженні у Північному морі нараховували вже понад 70 000 мін. З вересня по листопад 1918 року в результаті імплементації цих заходів було потоплено 6 підводних човнів.
Британці також розробили підводний човен типу «R», розроблений як човен «мисливець-вбивця», з високою підводною швидкістю та складною гідрофонною системою. Однак вони надійшли на озброєння Королівського флоту надто пізно, щоб взяти участь у діях і вони не досягли жодного успіху.
До кінця 1918 року втрати союзників склали 2¾ мільйона GRT за рік (в середньому 323 000 тонн до березня, а потім резульатати зменшувалися) ціною втрати 69 підводних човнів, найгірший рік для підводних сил кайзерівського флоту.

## Підсумки

### Кораблі та судна союзників і нейтральних держав, потоплених U-Boot під час війни
| Місяць   | 1914    | 1915      | 1916      | 1917      | 1918      |
| -------- | ------- | --------- | --------- | --------- | --------- |
| січень   |         | 47 981    | 81 259    | 368 521   | 306 658   |
| лютий    |         | 59 921    | 117 547   | 540 006   | 318 957   |
| березень |         | 80 775    | 167 097   | 593 841   | 342 597   |
| квітень  |         | 55 725    | 191 667   | 881 027   | 278 719   |
| травень  |         | 120 058   | 129 175   | 596 629   | 295 520   |
| червень  |         | 131 428   | 108 851   | 687 507   | 255 587   |
| липень   |         | 109 640   | 118 215   | 557 988   | 260 967   |
| серпень  | 62 767  | 185 866   | 162 744   | 511 730   | 283 815   |
| вересень | 98 378  | 151 884   | 230 460   | 351 748   | 187 881   |
| жовтень  | 87 917  | 88 534    | 353 660   | 458 558   | 118 559   |
| листопад | 19 413  | 153 043   | 311 508   | 289 212   | 17 682    |
| грудень  | 44 197  | 123 141   | 355 139   | 399 212   |           |
| ЗАГАЛОМ: | 312 672 | 1 307 996 | 2 327 326 | 6 235 878 | 2 666 942 |

Загальний результат 12 850 815 GRT
Зокрема, втрати союзників включали 10 лінійних кораблів, 18 крейсерів і кілька менших кораблів. Необмежена підводна війна була відновлена в лютому 1917 року, а британці почали повномасштабне конвоювання у вересні 1917 року. Найбільші втрати були зазнані у квітні 1917 року, коли підводні човни потопили рекордні 881 027 тонн.
У січні 1917 р. було втрачено 150 тис. GRT британських суден, у лютому — 300 тис. GRT; втрати союзників і нейтралів зросли в однаковій пропорції. У квітні було втрачено 525 000 GRT британських суден. У жовтні було втрачено 270 тис. тонн, а в грудні — 170 тис. тонн. Ці суми включено до наведених вище цифр.
29 командирів підводних човнів були нагороджені Pour le Mérite, найвищою німецькою нагородою за хоробрість для офіцерів. 12 членів екіпажу підводного човна отримали Золотий хрест «За військові заслуги», найвищу нагороду за хоробрість для унтерофіцерів і матросів.
Найуспішнішими командирами підводних човнів Першої світової війни були Лотар фон Арно де ла Пер'єр (189 торговельних суден і два канонерські човни з 446 708 GRT), за ним йшли Вальтер Форстман (149 суден з 391 607 тоннами) і Макс Валентінер (144 кораблі з 299 482 тоннами). До сьогоднішнього дня їхні рекорди ніхто не перевищував у жодному наступному конфлікті.

### Підводні сили Німецької імперії 1914—1918
|                              | 1914 | 1915 | 1916 | 1917 | 1918 |
| ---------------------------- | ---- | ---- | ---- | ---- | ---- |
| Боєготові                    | 24   | 29   | 54   | 133  | 142  |
| Додаткові (введені до строю) | 10   | 52   | 108  | 87   | 70   |
| Бойові втрати                | 5    | 19   | 22   | 63   | 69   |
| Інші втрати                  |      | 8    | 7    | 15   | 9    |
| На кінець року               | 29   | 54   | 133  | 142  | 134  |

- Загальна чисельність ПЧ, що брали участь у кампанії: 351
- Загальна чисельність ПЧ, загиблих у бойових діях: 178 (41 підірвався на мінах, 30 — затоплені глибинними бомбами та 13 — кораблями-пастками)[8]
- Інші втрати: 39
- У строю на момент капітуляції: 45
- Здалися союзникам: 179
- Загиблих підводників: 515 офіцерів і 4894 матросів[8]